# Belagerung von Belgrad (1693)
Die Belagerung von Belgrad im Sommer 1693 war eine militärische Aktion im Rahmen des Großen Türkenkrieges.

## Verlauf
Wien – Kahlenberg – Párkány – Gran I – Waitzen (Vác) –  Ofen I – Gran II – Neuhäusel (Nové Zámky) – Eperies – Ofen II – Mohács (Harsány) – Belgrad I – Derbend – Pataczin – Nisch – Belgrad II – Szlankamen – Belgrad III – Peterwardein – Lippa (Lipova)  – Lugos (Lugoj) – Temesvár – Olasch (Bega) – Zenta
Im Sommer 1693 erhielt der Herzog von Croy den Oberbefehl über die kaiserlichen Truppen in Ungarn. Am 5. Juli brach eine türkische Armee unter dem Großwesir Bozoklu Mustafa Pascha von Adrianopolis gegen Siebenbürgen auf. Croy beschloss daher die strategisch wichtige Festung Belgrad anzugreifen, um die türkische Armee von Siebenbürgen wegzulocken. Die Osmanen hatten die Festung erst 1690 zurückerobert und 1692 unter Großwesir Merzifonlu Çalık Hacı Ali Pascha die Festungswerke renoviert.
Croy begann am 31. Juli mit etwa 28.000 Mann die Belagerung. Die Besatzung bestand aus bis zu 12.000 Türken unter Ca’fer Pascha.
Die Österreicher warteten noch auf Nachschub. Sie gingen zunächst mittelst einer von der Zigeunerinsel aus geschlagenen Brücke über die Save. Anschließend verschanzten sie sich beim Dorf Bisniza, außerhalb der Reichweite der Kanonen der Festung. Der Herzog hatte durch den Architekten der Festung, Andrea Cordona, gute Informationen erhalten, aber nicht alle. Er wartete weiter auf Anweisung aus dem Hofkriegsrat. Am 14. August machten Türken einen erfolgreichen Ausfall, der Feldmarschall konnte seine Armee nur knapp wieder sammeln.
Erst am 26. August kam das Belagerungsgeschütz an und am 1. September die für den Mai avisierten Donauschiffe. Es waren aber viel zu wenige, die türkische Flotte war etwa 10-mal größer.
Zudem wurde nun die Entsatzarmee unter dem Großwesir Bozoklu Mustafa Pascha gemeldet. Croy wollte seine Ehre retten und versuchte noch einen Sturmangriff. Der Angriff in der Nacht zum 17. September schlug aber wenig überraschend fehl. Nach Verlusten machte sich die Österreicher auf den Rückzug nach Peterwardein. Die Armee wurde von Tataren verfolgt, zwei Stunden vor Peterwardein kam es zu einem Gefecht und die Österreicher verloren die Gefangenen und ihre Beute. Während der Belagerung gefallen waren außerdem die Feldmarschall-Leutnante Graf von Seiboltsdorff und Matthias Champagnier, Freiherr von Kaisersfeldt, sowie der Generalfeldwachtmeister Carl Ludwig Archinto, Graf von Tamate (de Tayna).
Nach dem Abzug der Belagerer wurden die Werke wieder instand gesetzt und neue Bastionen an der Save angelegt.